# Катастрофа Boeing 727 в Котону
Катастрофа Boeing 727 в Котону — крупная авиационная катастрофа, произошедшая в четверг 25 декабря 2003 года на пляже Котону. Авиалайнер Boeing 727-223 авиакомпании Union des Transports Africains de Guinée (UTAGE) выполнял рейс GIH141 в Куфру, но после разгона по взлётной полосе не смог взлететь и выкатился за её пределы на пляж, где врезался в воду и разрушился. В катастрофе погиб как минимум 141 человек.
На 2024 год это крупнейшая авиакатастрофа на территории Бенина.

## Самолёт

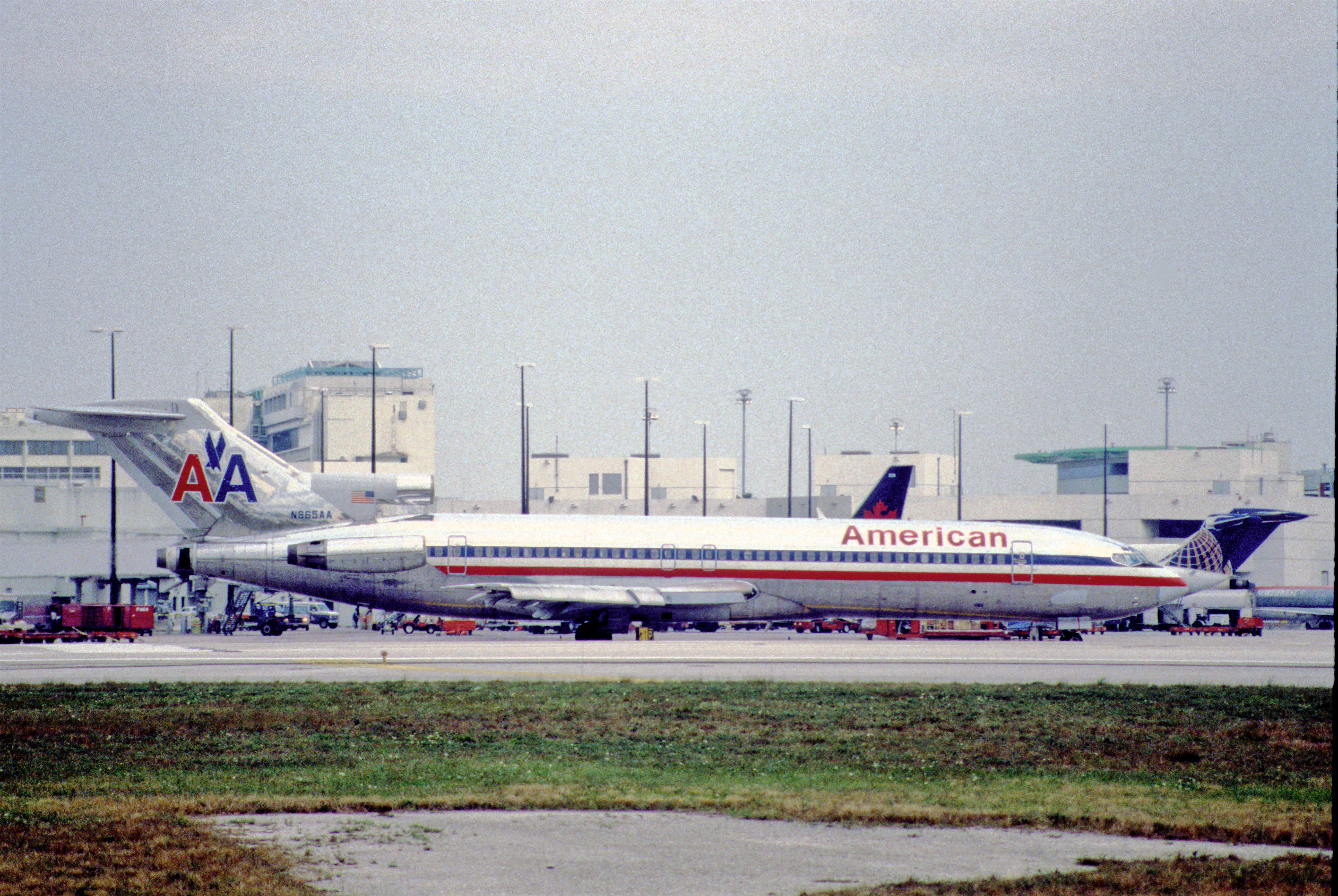
Разбившийся самолёт в 1998 году (в период эксплуатации в American Airlines)

Boeing 727-223 с заводским номером 21370 (серийный 1276) был выпущен в июне 1977 года и 29 июня совершил свой первый полёт. Его первоначальный бортовой номер был N865AA и принадлежал он американской авиакомпании American Airlines. Точные данные о налёте в период работы в этой компании неизвестны. 18 октября 2001 года авиалайнер был отставлен от работы и при поддержке сообщества «Pegasus Aviation Group» поставлен на хранение в пустыне Мохаве (Калифорния). 20 февраля 2002 года его собственником стала «Wells Fargo Bank Northwest».
В январе 2003 года самолёт приобрела «Financial Advisory Group (FAG)», которая 15 января сдала его в лизинг авиакомпании Ariana Afghan Airlines, бортовой номер при этом сменился на YA-FAK. 23 июня того же года был сдан в лизинг уже Alpha Omega Airways (Свазиленд), а бортовой номер сменился на 3D-FAK. Но затем 8 июля эта компания под видом собственника сдала авиалайнер в лизинг гвинейской авиакомпании Union des Transports Africains de Guinée (UTAGE) на срок 30 дней. В UTAGE самолёт фактически эксплуатировался с 9 июля по 13 октября. После этого UTA заключила второй контракт на лизинг, при этом уже непосредственно с FAG и вступающий в силу с 15 октября. При этом среди условий контракта было указано, что самолёт не должен был совершать более, чем 80 лётных часов в месяц. В этот же день Национальное управление гражданской авиацией в Гвинее (фр. Direction Nationale de l’Aviation Civile de Guinée) изменила регистрационный номер самолёта на 3X-GDO.
Самолёт был оснащён тремя турбореактивными двигателями Pratt & Whitney JT8D-9A. В салоне находились 12 мест бизнес-класса, 128 мест экономкласса и 6 мест для наземного (нелётного) экипажа. На день катастрофы 26-летний авиалайнер налетал 67 186 часов и совершил 40 452 цикла «взлёт-посадка»; из них 1076 циклов «взлёт-посадка» с момента ремонта C.

## Хронология событий

### Предшествующие обстоятельства
Экипаж состоял из 10 человек — 49-летний командир Наджиб Сулейман Аль-Баруни (англ. Najib Soleiman Al-Barouni), 49-летний второй пилот Ахмед Наср Аль-Хаpизи (англ. Ahmed Nasr al-Harizi), 45-летний бортинженер Мифтaх (исп. Miftah) и 4 стюардессы, а также 2 наземных авиатехника и агент авиакомпании UTAGE. Им предстояло на данном самолёте выполнить регулярный рейс GIH141 (совершался 2 раза в неделю) по маршруту Конакри—Котону—Куфра—Бейрут—Дубай (Гвинея–Бенин–Ливия–Ливан–ОАЭ). В Конакри на борт самолёта сели 86 пассажиров, в том числе 3 ребёнка, а в 10:07 UTC рейс 141 вылетел из Конакри. Посадка в аэропорту Котону была выполнена в 12:25.
В Котону с рейса 141 сошли 9 пассажиров, а официально в аэропорту на данный рейс были зарегистрированы 63 человека, включая 2 детей. Также 10 человек, включая 1 ребёнка, пересели с рейса из Ломе (Того). Погрузка пассажиров и багажа производилась в большой суматохе, а потому как следует не контролировалась и самолёт был переполнен. Несмотря на указание агента авиакомпании грузить багаж в заднее отделение, его продолжали также загружать и в основной отсек, который уже был заполнен. Экипаж тем временем начал готовиться к полёту в Куфру, а в баки при этом было залито 14 244 литра (11,4 тонн) авиакеросина. В беседе с представителями UTA второй пилот высказал опасения в перегрузе и потребовал уточнить взлётный вес. Сведений о том, получил ли экипаж обновлённую метеосводку, не сохранилось. На основании имеющихся данных командир принял решение, что при разбеге закрылки должны были быть выпущены на 25°.
В 13:47:55 экипаж начал зачитывать контрольную карту перед рулением, что также позволило им успокоиться после суматохи с погрузкой. Стабилизатор был установлен на 6¾ и было решено начинать взлёт после отпуска тормозов при полной мощности. В 13:52:12 рейсу 141 было дано разрешение на руление, управлял самолётом второй пилот. В салоне в это время многие пассажиры перемещались по салону, чтобы подойти к друзьям, и отказывались садиться, на что представитель компании призвал их соблюдать порядок в салоне.
К тому времени в Котону стояла сухая жаркая погода, дул слабый морской бриз, температура воздуха составляла 32 °C, видимость не превышала 8 километров, влажность воздуха 75 %, а небо покрывали тонкие перистые и отдельные слоисто-кучевые облака высотой около 450 метров.

### Катастрофа
В 13:58:01 экипаж получил разрешение на взлёт, а в 13:58:15 отпустил тормоза, и авиалайнер начал разбег по полосе 24 (длина 2400 метров). Авиадиспетчер на вышке заметил, что разбег рейса 141 был больше обычного, но не придал этому значения и перестал за ним наблюдать. В 13:59 скорость достигла 137 узлов (254 км/ч), когда командир сказал о достижении V1 и VR. Второй пилот потянул штурвал на себя, чтобы приподнять нос, но машина продолжала катиться на всех опорах шасси. Командир дважды сказал Rotate (Подъём [передней стойки]), а второй пилот ещё сильнее начал тянуть штурвал. Носовая стойка оторвалась от бетона, и самолёт начал приподнимать нос, но делал это очень медленно. В 13:59:11 (14:59:11 по местному времени) на скорости 155 узлов (287 км/ч) рейс GIH141 выехал за пределы ВПП на грунт и врезался правой плоскостью крыла в здание радиолокатора. От удара плоскость со взрывом оторвалась, после чего авиалайнер, разворачиваясь вправо, выкатился на пляж и врезался в воды Атлантического океана, разрушившись при этом на несколько частей.
Услышав грохот, авиадиспетчеры на башне посмотрели в его сторону и увидели скрывающийся в облаке пыли самолёт. Следом позвонил начальник пожарной охраны и доложил, что, похоже, произошло столкновение самолёта с локатором. Прибыв на место, пожарные нашли в разрушенном здании раненого техника, который там работал, а затем увидели на пляже обломки самолёта. К тому времени к месту катастрофы прибыли первые бригады городской пожарной охраны, скорой помощи, а также Красного Креста. Несколькими минутами позже подъехали и сотрудники полиции.
Из находившихся на борту самолёта выжили 22 человека — 5 членов экипажа (КВС, бортинженер, 2 стюардессы и агент авиакомпании UTAGE) и 17 пассажиров; также выжил и находящийся в здании локатора сотрудник. Точное число погибших в катастрофе не известно до сих пор, так как не известно, сколько всего на самом деле было людей на борту. Непосредственно на месте катастрофы было найдено 141 тело, то есть на 3 больше, чем погибших в самолёте, при этом 12 тел не были опознаны. Также 7 человек пропали без вести, а анализ ДНК не позволил идентифицировать их среди неопознанных. То есть в катастрофе погибли от 141 до 148 человек. Версия, что 3 лишних погибших были не в самолёте, а отдыхали на пляже, членам комиссии показалась маловероятной.

## Расследование
Экипаж оценивал массу авиалайнера в 78 тонн при центровке 19 % САХ. По расчётам комиссии, на основании имеющихся данных, фактическая взлётная масса самолёта на самом деле составляла от 81 355 до 86 249 килограммов, при максимально допускаемой для данного самолёта 85,5 + 0,5 тонны. Центровка по оценкам также была в пределах допустимого, и даже при массе 86 тонн авиалайнеру в обычных условиях хватило бы имеющегося запаса длины полосы для взлёта.
Но после проведённых в дальнейшем более тщательных проверок были выявлены нарушения в работе экипажей авиакомпании и ненадлежащий контроль за погрузкой багажа и пассажиров. Порой пассажиры перекупали карту погрузки у уже зарегистрированных, поэтому фактически багажа было гораздо больше. Неверно рассчитав взлётную массу, экипаж неправильно установил угол стабилизатора. Когда же при разбеге второй пилот понял, что нос поднимается с большим трудом, то он должен был прервать взлёт, однако этого не делал, пока не стало слишком поздно.
В немалой степени катастрофе способствовали короткая взлётная полоса в аэропорту Котону, близкое расположение от её торца (118 метров) здания локатора, а также жаркая погода в момент взлёта (значительное снижение подъёмной силы самолёта).